# Zdzisław Biernaczyk
Zdzisław Biernaczyk (ur. 18 grudnia 1923 w Chojnicach, zm. 13 czerwca 1988 we Wrocławiu) – dr prawa, generał brygady Milicji Obywatelskiej.

## Życiorys
Syn Teodora i Władysławy. Do MO wstąpił w marcu 1945 w Chojnicach; był milicjantem w Grudziądzu (1946-1947), słuchaczem Kursu Przeszkolenia Kierownictwa Jednostek MO w Łodzi (1947-1948), jego wykładowcą (1948-1949) i zastępcą dyrektora nauk Wydziału Wyszkolenia Politycznego (1949-1950), z-cą dyr. nauk Wydziału Wyszkolenia Politycznego Centrum Wyszkolenia MO w Słupsku (1950-1951), słuchaczem Kursu Aktywu Kierowniczego w CW MBP w Legionowie (1951), z-cą naczelnika Wydziału Wyszkolenia CW MO w Słupsku (1951), w dyspozycji KG MO (1951-1953), nacz. Wydziału Wyszkolenia CW MO w Słupsku (1953-1954), p.o. z-cy kmdta Ośrodka Szkolenia Oficerów w Szczytnie (1954-1955), z-cy kmdta KW MO we Wrocławiu (1958-1968), dyr. Zakładu Kryminalistyki KG MO (1968-1972), kmdta KW MO (1972-1986) a później Wojewódzkiego Urzędu Spraw Wewnętrznych we Wrocławiu (1986-1988). W 1973 obronił pracę doktorską na Wydziale Prawa i Administracji Uniwersytetu Wrocławskiego pt. Rozbój w aspekcie kryminologicznym i kryminalistycznym. W 1983 mianowany generałem brygady.
W marcu 1988 na mocy uchwały Sekretariatu Komitetu Centralnego PZPR otrzymał Medal im. Ludwika Waryńskiego.
Pochowany na Cmentarzu Osobowickim we Wrocławiu.